# Tanque de olas
Un tanque de olas es una configuración de laboratorio para observar el comportamiento de olas superficiales. El tanque de olas típico es una caja llena de líquido, generalmente agua, que deja un espacio abierto al aire en la parte superior. En un extremo del tanque, un actuador genera olas; el otro extremo suele tener una superficie que absorbe las ondas. Un dispositivo similar es el tanque de ondas, que es plano y poco profundo y se utiliza para observar patrones de ondas superficiales desde arriba.

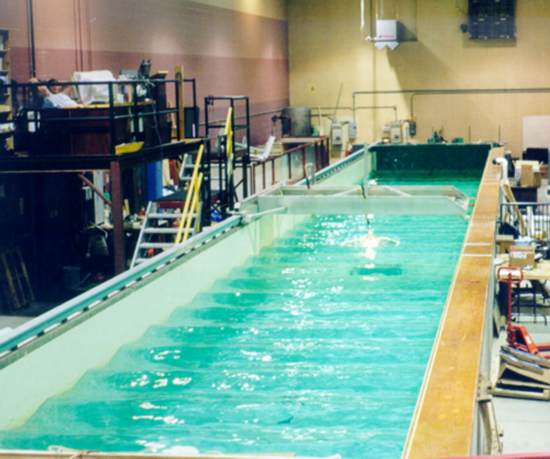
Pruebas de modelos con ondas Stokes periódicas en el tanque Wave-Tow del Laboratorio de Ingeniería Oceánica Jere A. Chase, Universidad de New Hampshire.

## Cuenca de olas

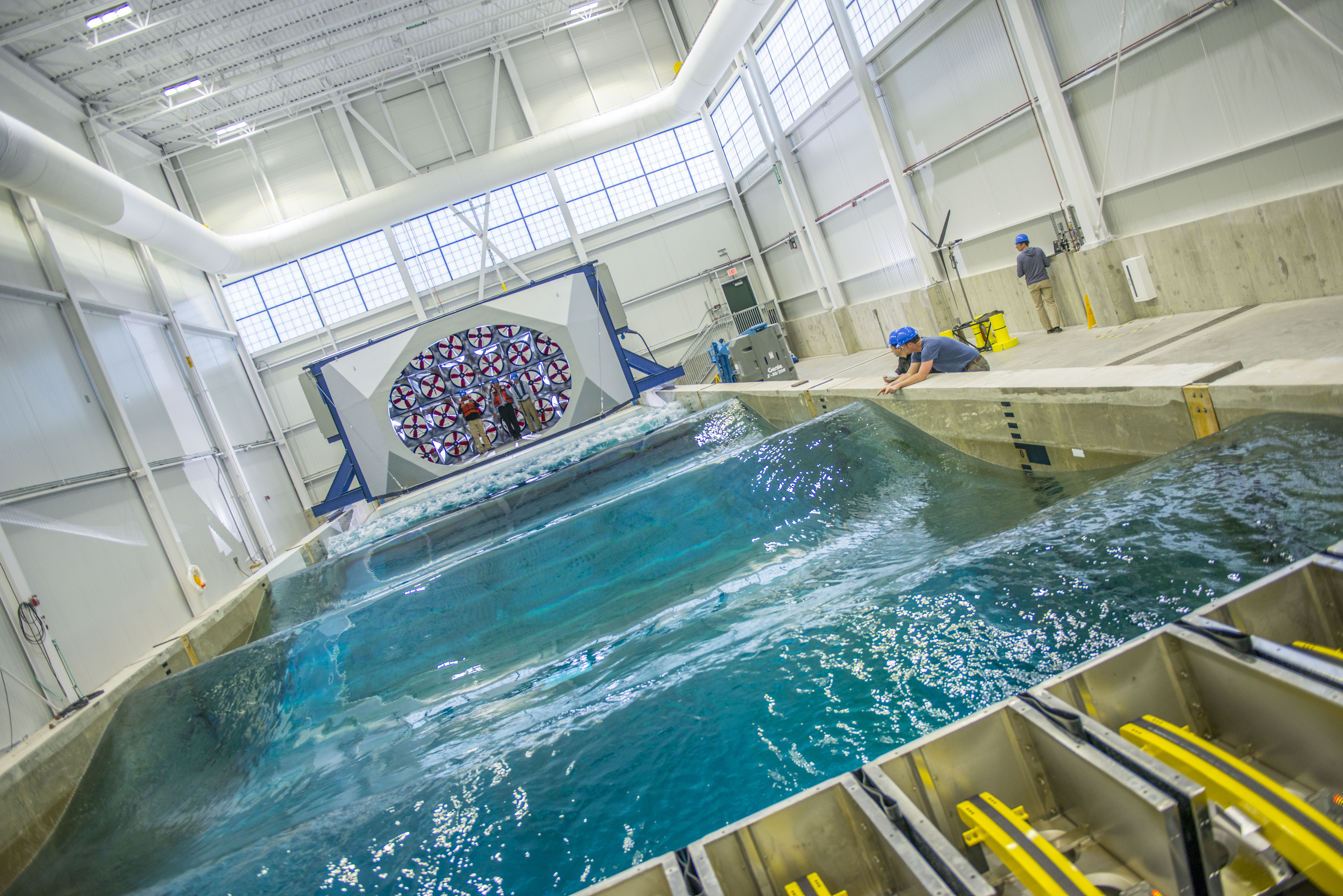
Una cuenca de olas en la Universidad de Maine.

Una cuenca de olas es un tanque de olas que tiene un ancho y una longitud de magnitud comparable, a menudo utilizado para probar barcos, estructuras marinas y modelos tridimensionales de puertos (y sus rompeolas).

## Canal de olas

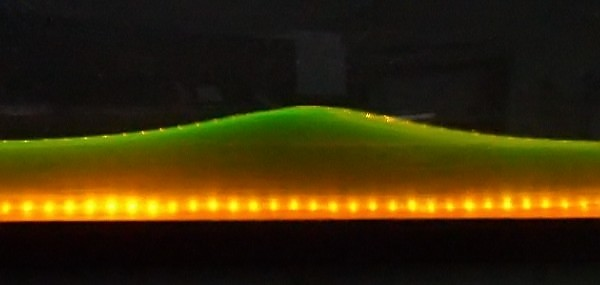
Una ola solitaria en un canal de olas de laboratorio.

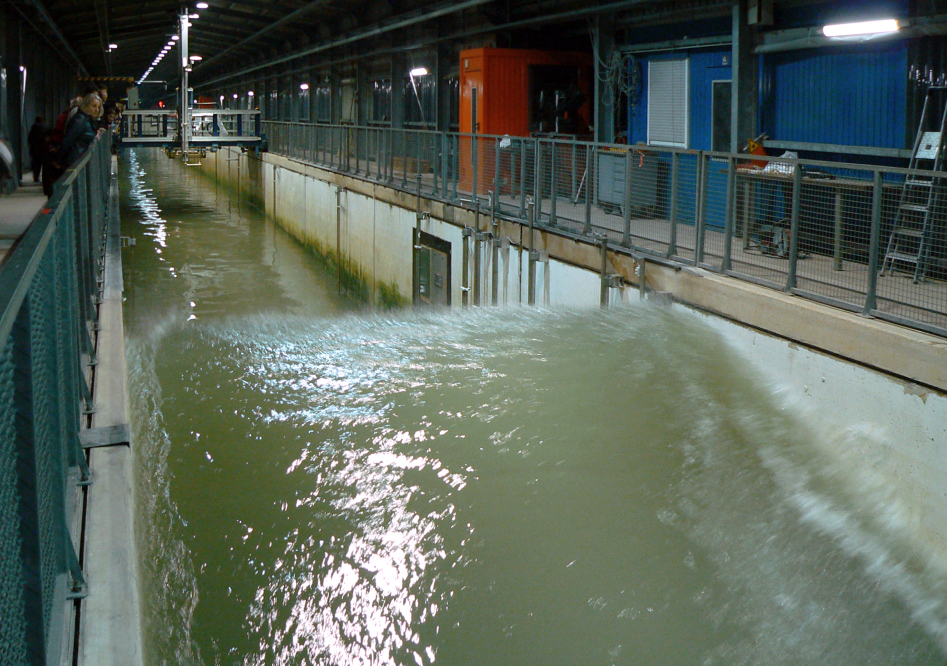
Un gran canal de olas de Forschungszentrum Küste en Marienwerder/Hannover, Alemania, con una longitud de 307 m y una profundidad de 7 m.

Un canal de olas (o ranura de olas) es un tipo especial de tanque de olas: el ancho del canal es mucho menor que su longitud. Por lo tanto, las ondas generadas son, más o menos, bidimensionales en un plano vertical (2DV), lo que significa que el componente de velocidad de flujo orbital en la dirección perpendicular a la pared lateral del canal es mucho más pequeño que los otros dos componentes del vector de velocidad tridimensional. Esto hace que un canal de olas sea una instalación adecuada para estudiar estructuras cercanas a 2DV, como secciones transversales de un rompeolas. También se pueden probar construcciones (3D) que proporcionan un pequeño bloqueo al flujo, p. medir las fuerzas de las olas en cilindros verticales con un diámetro mucho menor que el ancho del canal.
Los canales de agua se pueden utilizar para estudiar los efectos de las olas del agua en las estructuras costeras, las estructuras marinas, el transporte de sedimentos y otros fenómenos de transporte.

Las ondas se generan con mayor frecuencia con un generador de ondas mecánico, aunque también hay canales de viento-ondas con generación de ondas (adicional) por un flujo de aire sobre el agua, con el canal cerrado por encima por un techo sobre la superficie libre. El generador de ondas consta frecuentemente de una tabla de ondas rígida que se traslada o gira. Los generadores de ondas modernos están controlados por computadora y pueden generar, además de ondas periódicas, ondas aleatorias, ondas solitarias, grupos de ondas o incluso movimientos de ondas similares a los de un tsunami. El generador de olas está en un extremo del canal de olas, y en el otro extremo está la construcción que se está probando, o un absorbedor de olas (una playa o construcciones especiales de absorción de olas). 
A menudo, las paredes laterales contienen ventanas de vidrio o están completamente hechas de vidrio, lo que permite una observación visual clara del experimento y el despliegue fácil de instrumentos ópticos (por ejemplo, mediante velocimetría láser Doppler o velocimetría de imágenes de partículas).

## Cuenca de ondas circulares
En 2014, la primera cuenca de prueba circular y combinada de corriente y oleaje, FloWaveTT, se encargó en la Universidad de Edimburgo. Esto permite que se generen ondas "verdaderas" de 360° para simular condiciones de tormenta dura, así como ondas controladas científicamente en la misma instalación.